# President de Nicaragua

Escut de Nicaragua.

El President de la República de Nicaragua és el cap d'Estat i de Govern de Nicaragua. Al costat del Vicepresident i els ministres d'Estat formen el Poder Executiu de la nació.
Nicaragua es va separar d'Espanya en 1821. Com a conseqüència de la independència proclamada en Guatemala el 15 de setembre de 1821, la Diputació Provincial de Nicaragua i Costa Rica, reunida en León, va proclamar l'11 d'octubre de 1821 la independència absoluta d'Espanya, seguida al seu torn per la seva annexió a l'Imperi Mexicà, recentment establert per Agustín de Iturbide. Recobrada la seva independència en 1823, Nicaragua va formar part de la Federació d'Amèrica Central. Va ser el primer dels Estats de la Federació que es va separar d'aquesta, en 1838, i va assumir la condició d'Estat sobirà.
Aquesta és la llista dels presidents de Nicaragua des del 1854.
| Començament - final del mandat | President                       |
| ------------------------------ | ------------------------------- |
| 1854-1855                      | Fruto Chamorro Pérez            |
| 1855                           | José María Estrada              |
| 1855-1857                      | Patricio Rivas                  |
| 1856-1857                      | William Walker (En l'oposició)  |
| 1857-1867                      | Tomás Martínez                  |
| 1867-1871                      | Fernando Guzmán                 |
| 1871-1875                      | José Vicente Cuadra             |
| 1875-1879                      | Pedro Joaquín Chamorro y Alfaro |
| 1879-1883                      | Joaquín Zavala                  |
| 1883-1887                      | Adán Cárdenas                   |
| 1887-1889                      | Evaristo Carazo                 |
| 1889                           | Nicolás Osorno                  |
| 1889-1891                      | Roberto Sacasa                  |
| 1891                           | Ignacio Chávez                  |
| 1891-1893                      | Roberto Sacasa                  |
| 1893                           | Salvador Machado                |
| 1893                           | Joaquín Zavala                  |
| 1893-1909                      | José Santos Zelaya              |
| 1909-1910                      | José Madriz                     |
| 1910                           | José Dolores Estrada            |
| 1910                           | Luis Mena                       |
| 1910-1911                      | Juan José Estrada               |
| 1911-1917                      | Adolfo Díaz Recinos             |
| 1917-1921                      | Emiliano Chamorro Vargas        |
| 1921-1923                      | Diego Manuel Chamorro Bolaños   |
| 1923                           | Rosendo Chamorro                |
| 1923-1925                      | Bartolomé Martínez              |
| 1925-1926                      | Carlos José Solórzano           |
| 1926                           | Emiliano Chamorro Vargas        |
| 1926                           | Sebastián Uriza                 |
| 1926-1929                      | Adolfo Díaz Recinos             |
| 1929-1933                      | José María Moncada Tapia        |
| 1933-1936                      | Juan Bautista Sacasa            |
| 1936                           | Guillermo Sevilla Sacasa        |
| 1936-1937                      | Carlos Alberto Brenes Jarquín   |
| 1937-1947                      | Anastasio Somoza García         |
| 1947                           | Leonardo Argüello               |
| 1947                           | Benjamín Lacayo Sacasa          |
| 1947-1950                      | Víctor Manuel Román y Reyes     |
| 1950                           | Manuel Fernando Zurita          |
| 1950-1956                      | Anastasio Somoza García         |
| 1956-1963                      | Luis Somoza Debayle             |
| 1963-1966                      | René Schick Gutiérrez           |
| 1966                           | Orlando Montenegro Medrano      |
| 1966-1967                      | Lorenzo Guerrero Gutiérrez      |
| 1967-1972                      | Anastasio Somoza Debayle        |
| 1974-1979                      | Anastasio Somoza Debayle        |
| 1979                           | Francisco Urcuyo Maliaños       |
| 1985-1990                      | Daniel Ortega                   |
| 1990-1997                      | Violeta Chamorro                |
| 1997-2002                      | Arnoldo Alemán                  |
| 2002-2007                      | Enrique Bolaños                 |
| 2007-avui                      | Daniel Ortega                   |